# St. Joseph (Niedermittlau)
Die Kirche St. Joseph der Arbeiter ist die katholische Filialkirche von Niedermittlau, einem Ortsteil der Gemeinde Hasselroth im Main-Kinzig-Kreis (Hessen).

## Geschichte
Durch den Zuzug von Vertriebenen nach dem Zweiten Weltkrieg aus dem Sudetenland stieg die Zahl der Katholiken im überwiegend evangelischen Niedermittlau deutlich an. Zunächst wurden sie durch den Pfarrer von Bernbach betreut, der Gottesdienste in der evangelischen Laurentiuskirche feiern durfte.
Ab 1959 lag die Genehmigung zum Bau einer eigenen Kirche nach Plänen des Fuldaer Architekten Rudolf Schick vor, für die am 26. Februar 1961 der Grundstein gelegt wurde. Bereits am 27. August 1961 wurde die Kirche als Filialkirche der Gemeinde Bernbach eingeweiht. Neben Zuschüssen des Bistums Fulda, einer Stiftung aus den USA und Spenden der Gemeinde hat das Bonifatiuswerk den Bau finanziell unterstützt.
1963 wurde die Gemeinde Niedermittlau von Bernbach gelöst und mit der Gemeinde Neuenhaßlau zu einer Kuratie zusammengelegt, welche die gesamte politische Gemeinde Hasselroth umfasst. Seit 1999 sind Hasselroth und Somborn pfarramtlich verbunden.
Zum 1. Januar 2023 fusionierten die Pfarreien des Freigerichts und Hasselroth zu einer neuen Gemeinde St. Peter und Paul; seither ist St. Joseph Filialkirche dieser Gemeinde.

## Architektur
Die Kirche ist in Skelettbauweise ausgeführt mit einer Tragekonstruktion aus Sichtbeton, welcher mit Backsteinen ausgemauert ist. Der Turm steht frei neben der Kirche. Der Glockenturm verfügt jedoch über keine Glocken, da die erforderliche Summe für diese Investition nie erreicht wurde. Ab 1989 zeigten sich an Kirche und Turm starke Verwitterungsschäden, sodass beide mit einer Schutzschale aus Kupferblech verblendet wurden. 2019 ist die Kirche grundlegend saniert worden.

## Ausstattung
Die Kirche besteht aus einem Hauptschiff mit westlichen Seitenschiff. Beide sind hell gestaltet. Hinter dem Hauptaltar steht ein großes modernes Holzkruzifix mit leidendem Heiland. An der östlichen Seitenwand befindet sich eine Holzskulptur des Kirchenpatrons, im Seitenschiff eine geschnitzte Madonna. Ansonsten ist die Kirche sehr schlicht gehalten.

### Orgel
1973 konnte aus Mitteln des ehemaligen Glockenfonds eine elektronische Orgel gekauft und auf der Empore aufgestellt werden. Im Rahmen der Kirchenrenovierung 2019 wurde diese durch eine neue Orgel der niederländischen Firma Content Orgels ersetzt.